# Pala de Campollongo
La Pala de Campollongo és una pala del terme de la Torre de Cabdella, al Pallars Jussà, dins del seu terme primigeni.
Està situada en el vessant occidental de la Serra de la Mainera, al nord-oest del Tossal de Pamano. L'extrem nord de la pala és a llevant de la Central de Cabdella, i el sud, a llevant d'Espui.
Puja pel mig de la pala la pista de muntanya que mena d'Espui a Llessui i Espot, a través de la Serra de la Mainera.